# Enrico Bianco
Enrico Bianco (Roma, 1918 - Rio de Janeiro, 08 de março de 2013) foi um pintor, desenhista, gravador e ilustrador italiano que veio para o Brasil em 1937, onde permaneceu até a sua morte.

## Biografia
Filho da pianista Maria Bianco-Lanzi e do escritor e correspondente internacional  do Jornal do Brasil, Francesco Bianco; Enrico Bianco nasceu em Roma, Itália, em 1918. Pintor, gravador, desenhista e ilustrador. Inicia seus estudos em Roma, na década de 1930.
Logo que chegou, conheceu Cândido Portinari de quem se tornou o principal ajudante, tendo participado da feitura dos grandes painéis e murais executados pelo mestre. Um desses painéis é Guerra e Paz, produzido de 1953 a 1956, e presenteado à sede da ONU de Nova York; é uma das obras mais prestigiadas de Portinari. Enrico Bianco auxiliou o artista pintando os painéis com a ajuda de Rosalina Leão.
No Rio de Janeiro, entre 1935 e 1937, colabora com Candido Portinari (1903 - 1962) no Instituto de Artes da Universidade do Distrito Federal - UDF. No ano seguinte, trabalha com Portinari em diversas obras, destacando-se os murais do Ministério da Educação e Cultura - MEC, os painéis do Banco da Bahia, além do edifício da ONU, e etc. Em 1940, realiza sua primeira individual no Copacabana Palace Hotel. Participou da I Bienal de São Paulo, em 1951. Ilustra edição especial de Caçador de Esmeraldas, de Olavo Bilac, organizada por bibliófilos brasileiros e o álbum de gravação do poema sinfônico Anhanguera, de Hekel Tavares, em 1951.
Realizou exposições em diversos países como: México, Portugal, Itália, Estados Unidos, Israel e França. Bianco pintou especialmente paisagens e cenas do campo, num trabalho que evoca a tradição do “saber fazer” dos grandes pintores, pelo esforço incessante e a elaboração técnica.

Lutou por 22 anos contra um câncer de próstata, morreu em 2013.